# Akademik
Akadémik (v ženski obliki akadémikinja ali akadémkinja) je redni član najvišjih narodnih znanstvenih in umetnostnih ustanov - akademij. V mnogih državah je to častni naziv. Nekatere akademije podeljujejo tudi nazive nižjega ranga, kot so dopisni član, izredni član ali pridruženi član.
- V Sloveniji je edina ustanova, ki podeljuje ta naziv, Slovenska akademija znanosti in umetnosti (SAZU).